# Шаованг (аеропорт)
Аеропорт Шаованг (в'єт. Sân bay Sao Vàng), (IATA: VV01, ICAO: ?)—в'єтнамський комерційний аеропорт, розташований на південь від міста Туїхоа (провінція Тханьхоа). Адміністративно аеропорт знаходиться у повіті Туїхуа, за 45 км від міста Тханьхоа.

## Історія
У період В'єтнамської війни аеропорт був відомий, як Авіабаза Шаованг. Вона була побудована в 1966 році і була одним з небагатьох військових аеродромів, побудованих південномв'єтнамскими ВПС і використовувалася підрозділами Військово-повітряних сил Північного В'єтнаму. Це військовий аеродром і буде служити громадянські польоти в грудні 2012 року. Перший комерційний рейс у Сайгон почнеться в грудні 2012 року.
Нині аеропорт приймає турбогвинтові літаки Airbus A321. 

## Авіакомпанії й пункти призначення
| Авіакомпанія     | Місто прибуття (аеропорт) |
| ---------------- | ------------------------- |
| Vietnam Airlines | Хошимін [грудні 2012]     |